# غريغوري سميتس
غريغوري سميتس (بالإنجليزية: Gregory Smits)‏ هو مؤرخ أمريكي، ولد في 1960.